# Йельмсторф
Йельмсторф (нем. Jelmstorf) — община в Германии, в земле Нижняя Саксония.
Входит в состав района Ильцен. Подчиняется управлению Бефензен. Население составляет 821 человек (на 31 декабря 2010 года). Занимает площадь 13,71 км².
Коммуна подразделяется на 3 сельских округа.